# Kroksta

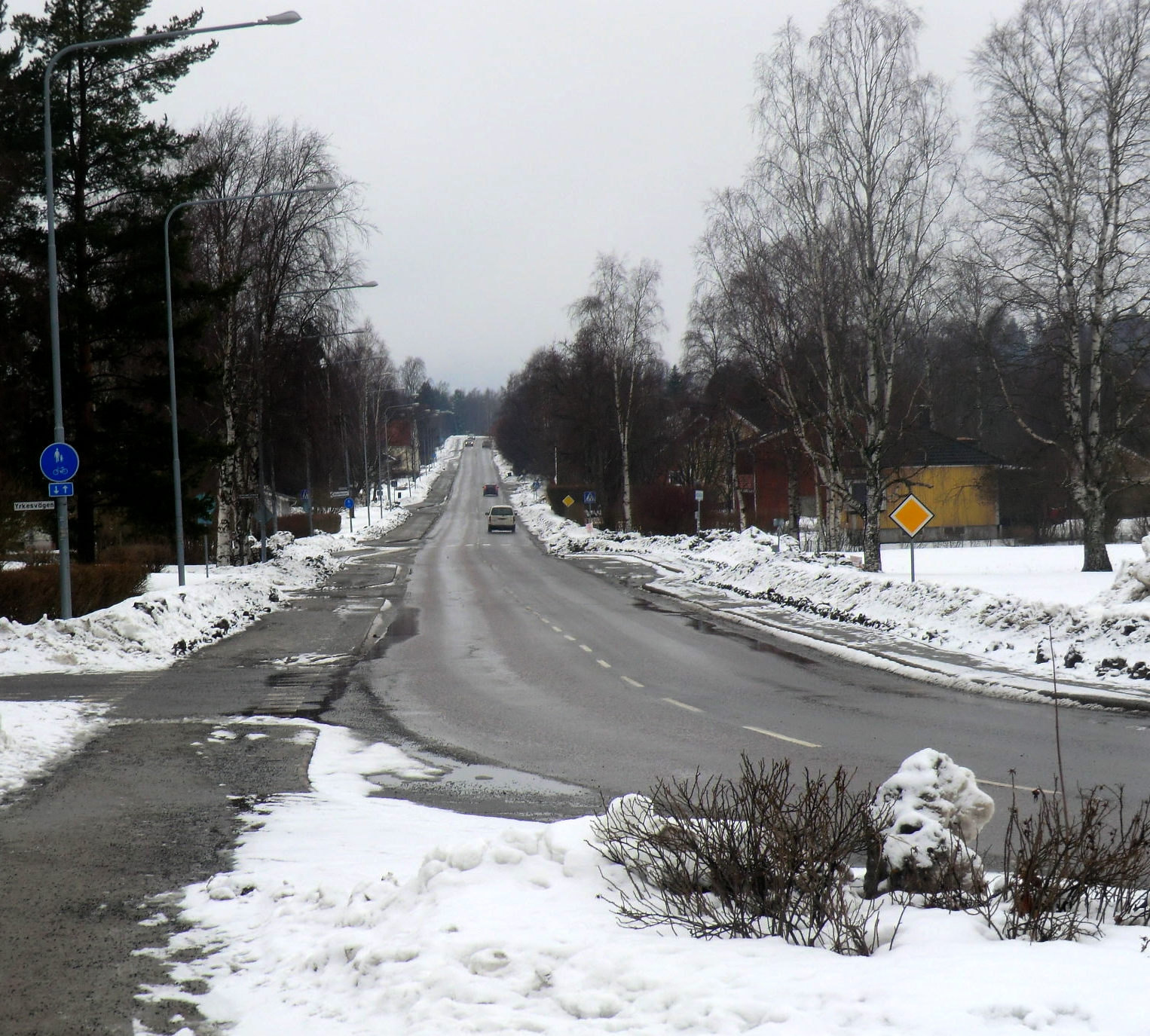
Krokstavägen, huvudgata i Kroksta, Örnsköldsvik.

Kroksta är ett bostadsområde i Örnsköldsvik. Där finns bilförsäljning, några butiker och en bensinmack. Tidigare fanns även klädbutik, som stängde i början av 1990-talet.
Under företaget Hägglund&Söners mest expansiva fas växte Kroksta till en viktig förort. Där bosatte sig företagets arbetare och deras familjer. Krokstas tillväxt avstannade samtidigt med oljekriserna på 1970-talet, när orderingången till industrin tillfälligt minskade och behovet av arbetskraft på grund av rationalisering avtagit.
Kroksta är beläget cirka fem kilometer från Örnsköldsviks centrum. Bussförbindelserna till centrum och Oskargallerian är goda.
I Kroksta finns också en fotbollsplan, Bussbyvallen, där fotbollsklubben Hägglunds IoFK spelar sina hemmamatcher.
Det finns också ett företag inom skidsporten som heter Kroksta. I företagets utbud ingår bland annat fästvalleriller, värmevantar och Krokstastället (vallaställ). Företaget har sina rötter i Kroksta.